# Bród
Bród, némely forrásban Szlavónbród (régi magyar nevén Nagyrév, horvátul: Slavonski Brod) Horvátország hatodik legnagyobb városa, Bród-Szávamente megye (Brodsko-posavska) székhelye.

## Fekvése
A város a Brodsko brdo (Bródi-hegy) és a Száva folyó között fontos utak kereszteződésében fekszik, a Száva folyó északi partján, stratégiai szempontból fontos átkelőhelyen a Bosznia-Hercegovina területén található Bosanski Brod felé. Fontos kereszteződés az autópálya posavinai szakaszán, vasúti csomópont – az E70 A3-as Zágráb–Lipovac–Belgrád autópálya és a Zágráb–Vinkovce–Belgrád vasútvonal is áthalad rajta. A városon haladnak át a Nyugat-Európát a Közel-Kelettel összekötő autóutak és vasútvonalak. Kikötője a Száva partján jelenleg épül. A Száva fölött átívelő közúti híd köti össze Bosznia-Hercegovinával.
A város közvetlen környezetében található a Migalovci vadászterület, a Jelas Polje halastavak, és a Petnja tó. Nincs messze a Dilj hegység sem.

## Története

### Az őskortól a római hódításig
Az emberi élet legrégibb nyomai a város környékén a neolitikum korai időszakáig, mintegy nyolcezer évvel ezelőttre nyúlnak vissza, amikor a vadászat és a halászat mellett az ember már állattenyésztéssel és földműveléssel is foglalkozott, és földbe süllyesztett házakban élt. Az életkörülmények a környező térségben nagyon kedvezőek voltak, mivel a legrégibb délkelet-európai neolit kultúra, a starčevói kultúra e vidék nagyszámú településén fordul elő. E kultúra tucatnyi helyszíne található a városban és környékén, a legjelentősebb leletek pedig a Bród északi peremén fekvő Igračon, Ciglanin és Zadubravlje közelében kerültek elő. Számos régészeti lelőhely és leletek tanúsítják a különböző népesség vándorlását és új kultúrák, új életmódok befogadását. Így egyaránt megtalálhatók a sopoti, a badeni, a kostolaci, a vučedoli, a vatinai, az urnamezős kultúrák, valamint a korai bronzkor, a korai és a késői vaskor kultúrái is. Az i. e. 4. században galliai kelták érkeztek a régióba, Szlavónia területét és ezáltal a környező vidéket elfoglalva. A kelta uralom az i. e. 1. századig tartott, amikor a rómaiak megszállták ezt a területet.

### A város a római uralom idejében
A rómaiak érkezéséig ebben a térségben az illírekkel rokon, keltákkal kevert pannon törzsek éltek. Bród vidéke a breuk törzshöz tartozott, amely a Száva mindkét oldalán nagy területet foglalt el Bródtól Szávaszentdemeterig, valamint a vukovári és a vinkovci régióig. A nagy pannóniai lázadás (i. e. 12. és i. u. 9 között) leverése után a rómaiak Pannóniát teljesen meghódították és római tartománnyá vált. Megkezdődött a romanizálás és az urbanizáció folyamata. A breukok nagymértékben részt vettek a római hadsereg hadjárataiban, melyet római katonai diplomák és sírkövek igazolnak. Ilyen római diplomát találtak 1997-ben Bród közelében a Szávában, melyet 71-ben Vespasianus császár idejében egy marsoniai veterán katona részére adtak ki és amelyen a mai Bród helyén állt római város neve „MARSVNNIA” alakban szerepel. Ez egyben Marsonia első írásos említése. A Marsunnia névalak megerősíti azt az elméletet, mely szerint a város neve az itt élt őslakosságtól származik és máig fennmaradt a Mrsunja-patak nevében.

### Bród a középkorban és a török uralom végéig
A középkori Bród nevének első írásos említése IV. Béla király 1244. július 20-án kelt oklevelében történt. A település már a középkorban is a Mrsunja-pataknak a Szávába való torkolásánál feküdt. Birtokosai a térség egyik leghatalmasabb családja a grabarjai Beriszlók voltak, akiknek a közeli Grabarje volt a birtokközpontjuk. Bródot ők alapították, majd a 15. és 16. század fordulóján ők építették ki a régi városközpontot, mely négyszögletes alaprajzú volt a török veszély ellen védőfalakkal és földsáncokkal megerősítve. Bród 1536-ban került török kézre és egészen 1691-ig török kézen maradt, amikor Erdődy Miklós bán és de Croy herceg, császári generális csapatai felszabadították. A karlócai béke az új határt a Szávánál húzta meg, így Szlavóniának a Szávamenti részei a határőrkerületek részei lettek. A ferencesek 1694-ben építettek ide kolostort. Ez először fából készült, majd 1727-ben téglából és kőből újat építettek.

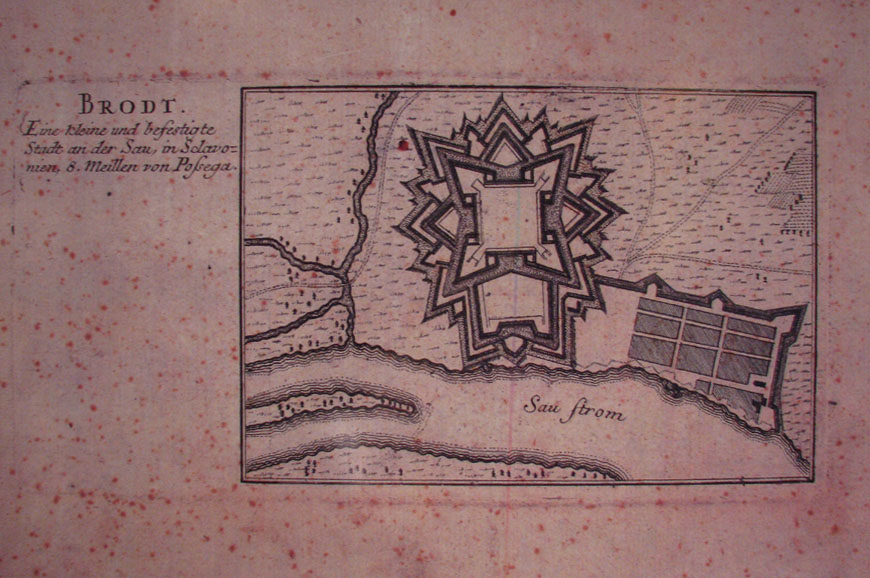
Szlavónbród várának tervrajza a 18. századból

### A várossá fejlődés útján
Bród 18. századi történetének legfontosabb eseménye a török elleni védelem célját szolgáló, korszerű erődítmény megépítése volt. A vár építésének megkezdéséről 1715-ben döntöttek és az építmény terveit aláírásával személyesen Savoyai Jenő herceg hagyta jóvá. 
A török veszély már építésének idején jelentősen gyengült és hamarosan meg is szűnt. Az erőd építéséhez a polgári település és a Száva átkelőhelyét őrző régi erőd közötti szabad teret használták fel. Politikai, pénzügyi, anyagi és műszaki okok miatt az építkezés gyakran megszakadt, így az erőd eredeti terve szerinti építése csaknem hatvan évig tartott és több szakaszban zajlott. A nagy erődítmény-komplexum mintegy hatvan hektáron terült el. 4000 fős őrség és 150 ágyú volt elhelyezve benne. Mint határvédelmi létesítményt 1860-ban szüntették meg. A 19. század első felében a vár területén kórház, gazdasági épületek, katonai létesítmények, lakóépületek, kápolna, lelkészi lakás és egyéb kisegítő épületek, kutak és hidak épültek, valamint parkot alakítottak ki. A parknak a fennmaradó része ma a városi park, a „Klasije”.  Mivel a 18. és 19. században az osztrák és a török birodalom közötti határ szilárdan a Száva folyón maradt, 1878-ig a vár főként raktárként szolgált és akadályt jelentett az ellenség esetleges behatolásának Közép-Szlavónia területére. Abban az évben az erődítmény a Bosznia és Hercegovina osztrák-magyar megszállásának fő kiindulópontja volt, majd az erőd már nem volt határvár, de katonai funkciója megmaradt egészen 1991 szeptemberéig, amikor a korábbi JNA a horvát hadsereggel folytatott rövid harcban feladta. 1994 márciusában a horvát hadsereg átadta az erődöt Brod város önkormányzatának, amely megteremtette a feltételeket az újjáépítéshez és a belvárosba történő integrációjához. A rekonstruált erődítmény ma magába foglalja a gimnáziumot, a városházát, a zeneiskolát, a Branko Ružić Művészeti Galériát, a Turisztikai Információs Központot. Folyamatban van a tér rekonstrukciója a Szent Anna kápolnával.

### A fejlett iparváros
Az első gőzhajó 1846-ban érkezett ide és megindult a hajózás Bród és Sziszek, illetve Bród és Zimony között. A katonai közigazgatás megszűntével 1871-ben Szlavónbród városi rangot kapott és a Szávától északra és délre eső nagy térség központja lett. A gazdag kereskedők és iparosok historikus és szecessziós palotával, közép-európai stílusú épületeivel csakhamar az ország nagyobb városainak sorába emelkedett. A különböző kultúrákkal érintkezve jelentős közlekedési csomóponttá, a kereskedelem és a kézművesség fejlesztésével ipari csomópontjává vált. 1879-ben, amikor az Osztrák–Magyar Monarchia bekebelezte Bosznia-Hercegovinát az osztrákok vasúti hidat építettek a Száván, melyen ércet, szenet és fát szállítottak. A híd megépültével a hajóközlekedés fontossága csökkent. Nagy esemény volt a városban, amikor Ferenc József császár 1910-ben hajón idelátogatott. Hegedűs Sándor kereskedelmi miniszter és Nagy Ferenc akkori kereskedelmi államtitkár bizalmából Strausz Farkas MÁV főellenőr 22 hitelszövetkezetet, valamint Bródban és Eszéken Julián-iskolákat szervezett az ottani magyarság számára.
Az 1910-es népszámlálás alkalmával Bródnak 9142 lakosa volt, ebből 1736 magyar (~19%), 1480 német (~16,2%), 4822 horvát (~52,7%), 727 szerb (~ 8%), a lakosság 4,2% része egyéb, főleg szlovák és rutén anyanyelvű volt. Megalapították a „Slavonija” faipari  üzemet, majd 1921-ben kocsik, gépek és hidak építésére a „Brod na Savi” vagongyárat. Erős ipari és közlekedési csomópontként a város súlyos pusztításokat szenvedett a második világháborúban, szinte teljesen elpusztult az ipar és a közlekedési infrastruktúra. 1941-ig itt volt az egyetlen híd a Száván Jaszenováctól Belgrádig. Ekkor a hidat a bevonuló németek előtt felrobbantották. Az új híd 1961-ben épült meg, de 1991-ben ez is súlyosan megsérült. A második világháború alatt Zára mellett Bród volt az ország legtöbbet bombázott városa. A háború után város gyorsan fejlődött és 1985-ig jelentős oktatási, kulturális és ipari központtá vált. A Đuro Đaković, a Slavonija DI, az Oriolik, a PPK Jasinje és más ismert cégek működnek benne.

### Bród napjainkban
A jugoszláv állam szétesése után, a Jugoszláv Néphadsereg és a szerb csapatok támadása érte az akkor 55 ezer lakosú várost. Az ágyúzás 1991. július 16-án kezdődött. A hét hónapos pusztítás során a város 182 lakosát ölték meg, akik közül 28 gyermek volt. 591 bródi lakos sebesült meg és 399 bródi katona halt meg Horvátország védelmében. Az elesettek neveit a város központjába felállított emlékműbe vésték. A város rendkívüli humanitásról adott bizonyságot akkor is, amikor menekülteket és lakóhelyüket elhagyni kényszerült személyeket fogadott be, különösen Bosanski Brodból és Bosanska Posavinából. A nagy anyagi pusztítás következményei a gazdaságban voltak leginkább érezhetők. A háború oktatás, a kultúra, a tudomány, az egészségügy, a lakhatás és a kommunális infrastruktúra létesítményeit sem kímélte meg. A délszláv háború utáni időszakban a város fokozatosan felépült és megújult. 
Helyreállították a gazdasági és forgalmi összeköttetést Horvátország más részeivel, amely mindig elsődleges volt a város fejlődésében. Nagy erőkkel dolgoztak az ipari üzemek felújításán, amelyek egy időben a lakosság nagy részét foglalkoztatták. Szlavónbród ma a megye közigazgatási és ipari központja, mely tovább növekszik és fejlődik, különösen az elmúlt tíz évben. Szlavónbród mindig ipari város volt és jövője is az ipar, különösen a hajóipar fejlesztésében van.

## Gazdaság
A mezőgazdaságban főként a gazdálkodás, szőlő-, gyümölcstermesztés jelentős. Iparában fontos szerepet játszik a fém-, fa- (bútor- és parkettagyártás), építőanyag- (mész), textil-, bőr-, ételipar (sörgyártás), valamint a nyomdászat.
Délkelet-Európa egyik legnagyobb acélgyára a Đuro Daković konzorcium, melynek gyárai rengetegféle terméket gyártanak (főleg exportra): mozdonyokat és vasúti kocsikat, villamosokat, hidakat, nyugati típusú atomreaktorokat, mezőgazdasági gépeket, autóalkatrészeket. A cég a villamosgyártó Crotram konzorcium része.
A város környéke ideális hely szőlőtermesztésre; a „Zdjelarević” borospince borai a legjobbak közé tartoznak egész Horvátországban. Európa több országába is exportálnak.
Egyre nő a szolgáltatóipar, különösen a turizmus szerepe, a város kulturális jelentősége miatt.

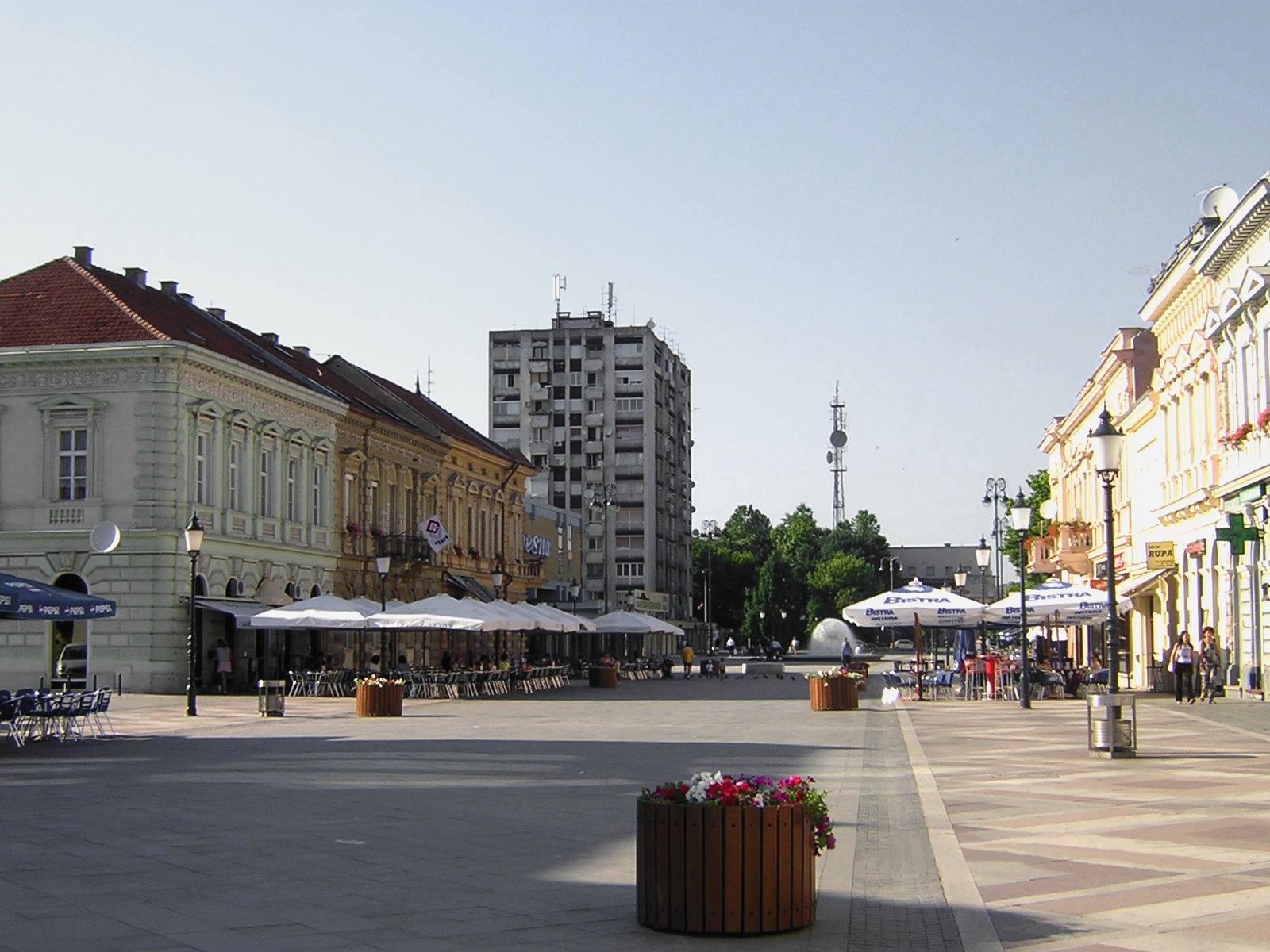
Főtér

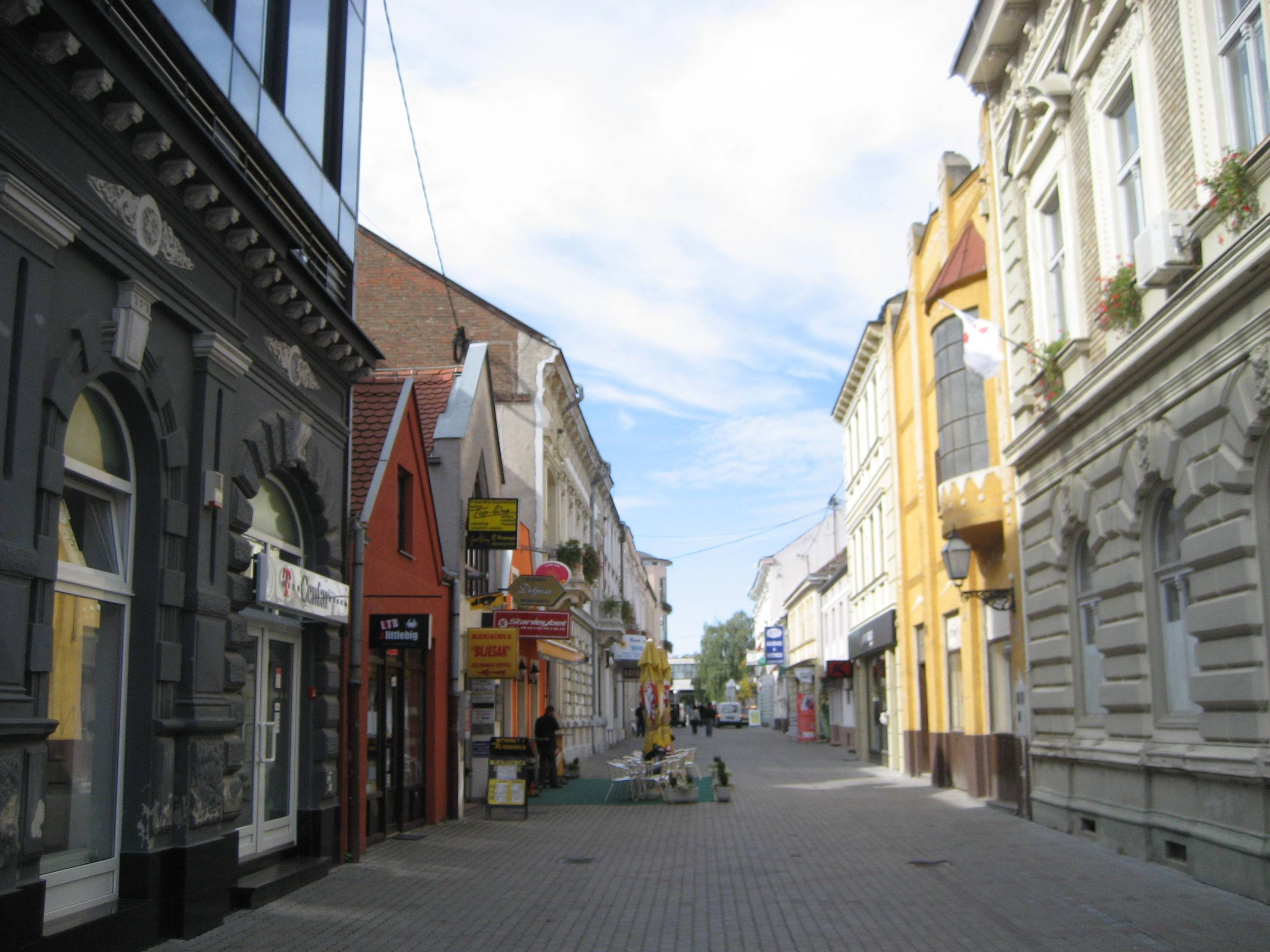

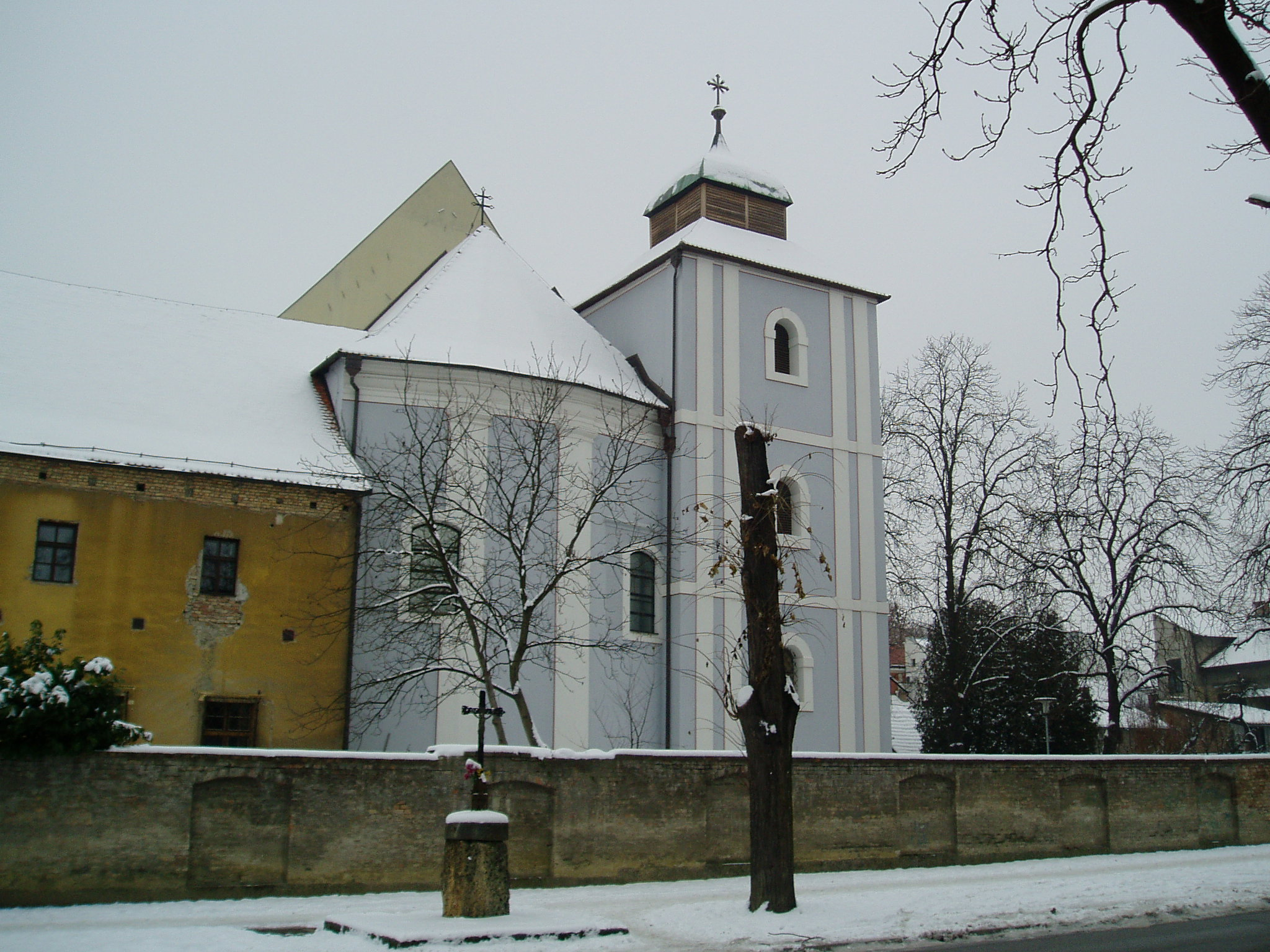
Kolostor

## Kultúra, látnivalók
A barokk kori erődítményt a Habsburgok építették a Száva túlsó partját már magához csatoló Oszmán Birodalom elleni védekezésül. Az erőd Vauban-stílusban épült, ami a 17. és 18. század egyik erődépítő mestere után kapta a nevét. Az erőd egyike Európa legjobb állapotban fennmaradt erődeinek, és az egyik legnagyobb volt osztrák erődítmény ebből az időből. Monumentalitásával a Splitben található Diocletianus-palota ellenpárja. 
Elődje Vukovac középkori eredetű vára volt, melyet az új vár építése után bontottak le.

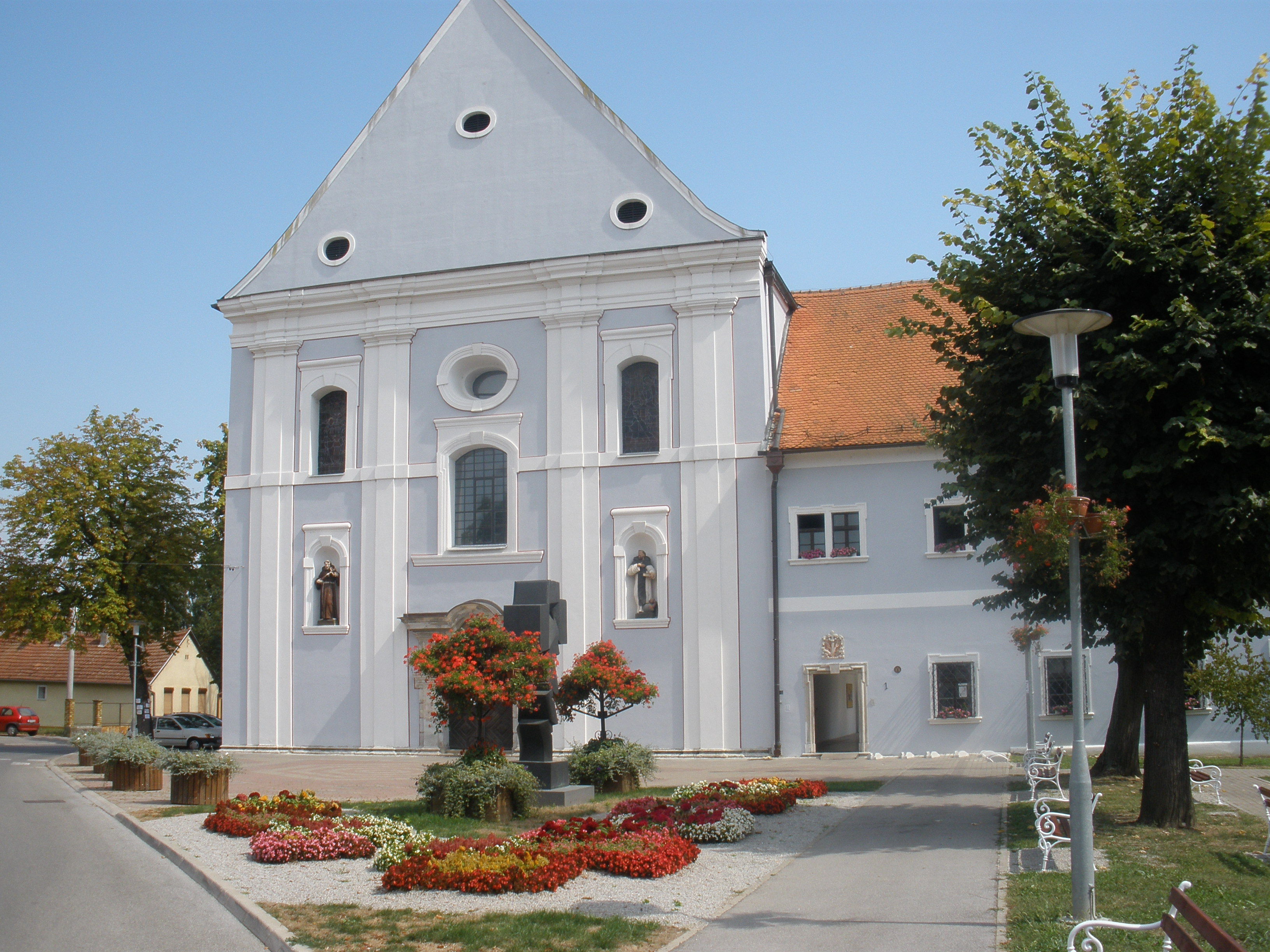
Ferences kolostor

A ferences kolostor szintén barokk stílusban épült 1727-ben. Az 1720-as években filozófiai tanszék nyílt itt. 1787-ben a rend megszüntetésével el kellett hagyni és csak 1806-ban tértek vissza a közeli Diakovárból. Különösen a templomudvar és a templombelső szép (művészi oltár és festmények). Jelentős könyvtára is van. A kolostor műemlékvédelem alatt áll.
Említésre méltó még a plébániatemplom (1754-ben alapították, az első fatemplom 1758-ban készült el, 1770-ben a fából készült részeket Mária Terézia adományából kővel cserélték fel), a kórház épülete (1898-ban épült) és a Grand Hotel (1935).
A Városháza épülete a ferences kolostor és a Tűzoltóság épülete között, a Szentháromság tér északnyugati részén található. Alaprajza fordított Z alakú. Az épület legrégebbi része, az L alakú északi és középső szárny a 18. század nyolcvanas éveiben épült. Az épületet a 19. században bővítették. A homlokzat kialakítása szerény és visszafogott. Az épület két része közötti boltíves járat a nyugati szárny árkádos tornácához vezet, amelyet reprezentatív kovácsoltvas kapuk zárnak le. Ma a Bródi Városi Múzeum található benne.
A Levéltár egyemeletes, gazdagon díszített szecessziós saroképülete 1908 és 1910 között épült Samuel Kopp nagykereskedő számára. A homlokzat hangsúlyos része az épület lekerekített sarka, a kiálló és reprezentatív módon díszített, lekerekített erkéllyel. A homlokzatnak a tetőzónában kialakított részét egy tetőtéri mellvédszerű falazat tagolja, amelyet csigavonalú akrotérionok díszítenek. A homlokzat szecessziós stílusban gazdagon díszített, kialakítása egyedülálló Bród város építészetében.
Az egykori Leánynevelő Intézet, a Mädchenschule épülete  az Ivan Gundulić utca 20. szám alatt áll. Az épületet 1897/98-ban építették Dragutin Piskur polgármester és a város akkori elöljárói kezdeményezésére. A levéltárban őrzött dokumentumok szerint az épületet 1896-ban egy testvérpár, Franz és Jozef Heschl tervezte. Az egyszintes, szabadon álló épület téglalap alakú alaprajzú, a homlokzat és az oldalak középtengelyében sekély rizalitokkal.
A város egyik jellegzetessége a gyönyörű főtér, Horvátország két vagy három legnagyobb főterének egyike. A tér Ivana Brlić Mažuranić nevét viseli, a híres gyermekkönyv-íróét. Az ő háza is a téren található. A tér számos kulturális rendezvénynek ad otthont minden évben, és gyönyörű kilátás nyílik róla a Szávára. A teret galériák, könyvesboltok, kávézók, night clubok, különböző boltok szegélyezik, nem messze tőle pedig a helyiek által „Kej”-nek nevezett, romantikus Száva-menti promenád található.
A Brlić-villa a neves Brlić hajóscsalád nyaralója, amelyben Ivana Brlić-Mažuranić készítette munkáit a Dilj-hegység lejtőin fekvő Brodski Vinogorjén (Bródi szőlőhegyen) található. 1880-as építése idején ez a festői terület tele volt szőlőültetvényekkel és a tájba illő épületekkel. A szabálytalan alakú épület részben téglából, részben autochton anyagokból készült. A vízszintes tagolást egy fafaragott konzolok által tartott erkéllyel érték el. Az épület magas esztétikáját a homlokzatok díszítő ácsolatai adják, kiváló minőségű kivitelezéssel.
A Petar Krešimir utcában áll a Merkadić-ház, melyet Salamon Merkadić vállalkozó, téglagyár és gőzfürdőtulajdonos építtetett a 19. század végén. Az emeletes ház különösen gazdag, historizáló stílusú homlokzati dekorációval rendelkezik. A homlokzat egy kissé kiugró bejárati résszel rendelkezik, mely felett fényűző erkély látható. Az alsó övezetek durvább kidolgozásúak, míg a magasabb zónákban finomabb díszítésűek. A monumentális arányok, a stukkódíszek és a vakolat profilozásai sokatmondóan beszélnek az épület tulajdonosának ízléséről és gazdagságáról. A ház alapanyaga a tégla, acél és fa.
Védett műemlék az Ante Starčević utca 8. szám alatti ház, melyet Ivan Horvat akkori polgármester építtetett 1896-ban, majd a városnak adományozta. A homlokzat rusztikus kivitelben készült, rendkívüli építészeti alkalmazásokkal. Az épületet egy kiemelkedő koszorú osztja két részre. A falsíkból kiemelkedik a lábazat és a hangsúlyos, profilozott tetőpárkány. Függőleges értelemben kiemelkedik az épület gazdag rizalitos része a dekoratív, nagyméretű erkéllyel. Az emeleti részt gazdag stukkók és ión oszlopfőkkel díszített pilaszterek tagolják. Ma az épületben a város kulturális intézményei, a Történeti Intézet, a Városi Művészeti Galéria és a Dragutin Tadijanović emlékház találhatók.
Az Ante Starčević utca 43. szám alatti Mirković-Mušicki-Biga-házat A. Mirković tiszt kezdte építeni 1880-ban, és M. Mušicki bankár, kereskedő és földbirtokos 1895-ben fejezte be.  Az épület alaprajza L alakú, az utcai és az udvari szárny csatlakozásánál falépcső található. Az alagsor felett porosz boltozat található, a földszintet és az első emeletet pedig fagerendák fedik. A szimmetrikus homlokzat díszítése neoreneszánsz stílusú. Az épület eredeti célja egy gazdagabb társadalmi réteg lakhatása volt, de idővel irodákká, és zeneiskolává alakították át. Ma a városi önkormányzat természetvédelmi osztályának ad otthont.
A város legfontosabb kulturális eseménye az „Ivana Brlić-Mažuranić tündérmeséinek világában” nevű gyermekfesztivál (április-május). Színészek és gyermekek előadásai tekinthetőek meg. A Szlavónbródi Körtáncot, a helyi néptáncbemutatót június közepén rendezik meg évente, a Hazafias Népdalok Fesztiválját pedig májusban. A Száva-művésztelep művészei akvarelleket festenek.

## Oktatás

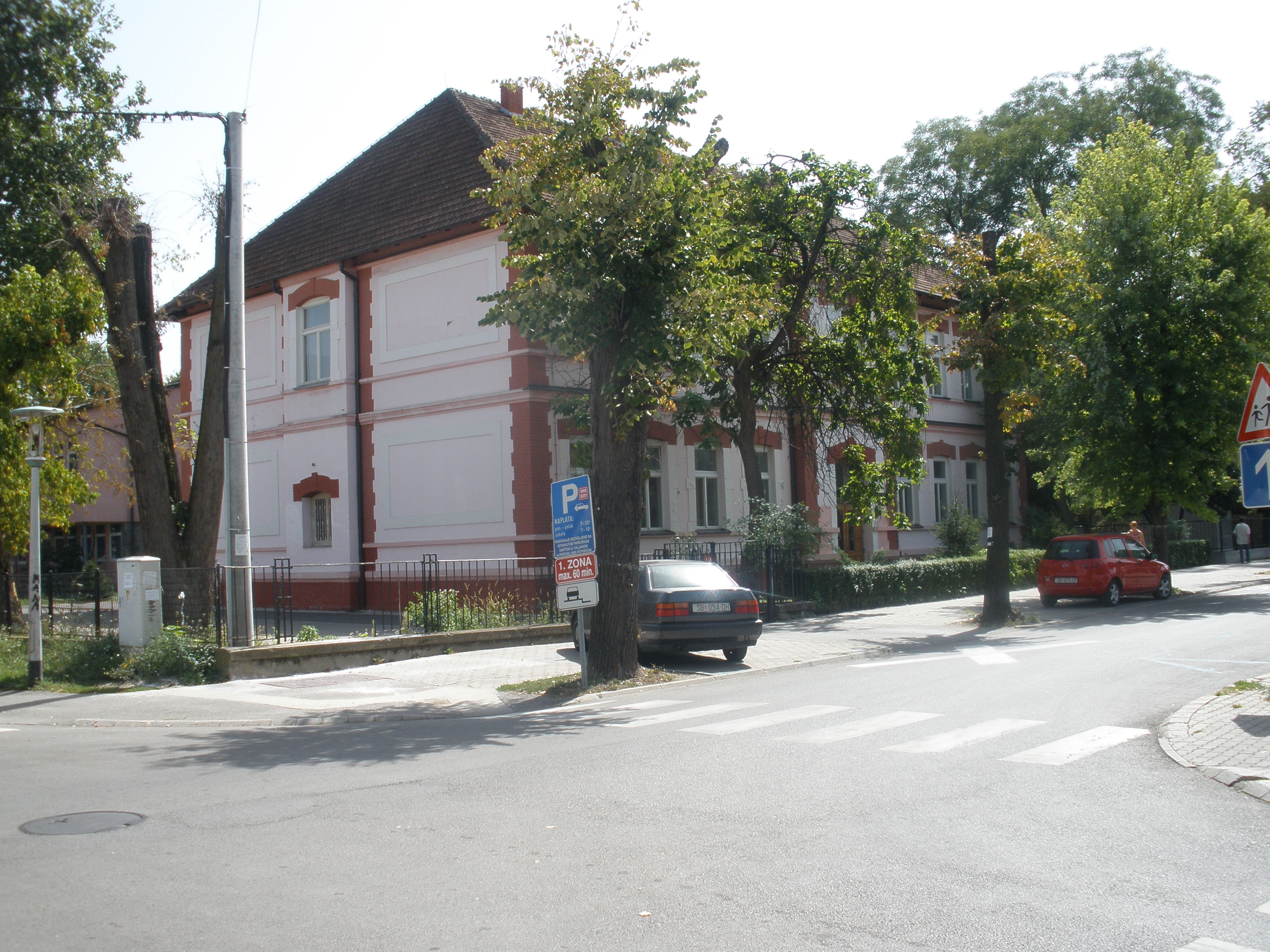
Orvosi egyetem

A városban található az eszéki egyetem mérnöki kara és az általános iskolai tanárokat képző főiskola. Nemsokára újabb karok is nyílnak.

### Általános iskolák
- OŠ Ivana Gorana Kovačića
- OŠ Antuna Mihanovića
- OŠ Huge Badalića
- OŠ Đure Pilara
- OŠ Blaža Tadijanovića
- OŠ Bogoslava Šuleka
- OŠ Vladimira Nazora
- OŠ Ivane Brlić Mažuranić
- OŠ Milana Amruša
- OŠ Ivana Zajca (zeneiskola)
- OŠ XI. Általános Iskola
- OŠ I.B. Mažuranić (Brodski Varoš-i kihelyezet tagozata)
- OŠ Bogoslav Šulek (Vranovci-i kihelyezet tagozata)

### Középiskolák
- "Matija Mesić" Gimnázium
- Marijan Lanosović testvér Klasszikus Gimnázium és Kollégium
- Technikai Iskola
- Matija Antun Reljković Középiskola
- Közgazdasági-Irodatechnikai Középiskola
- Orvostudományi Középiskola
- Ipari Iskola

### Felsőfokú intézmények
- Az eszéki Josip Juraj Strossmayer Egyetem kihelyezett kara (Gépészeti)
- Szlavónbródi Egyetem
  - Természettudományi Kar
  - Közgazdasági Kar
  - Gépészeti Kar

### Oktatási Központ
- Szlavónbródi Oktatási Központ

## Kultúra
- Ivana Brlić Mazuranić Gyermekszínház
- "Ivana Brlić Mažuranić" Színházi Koncertterem
- Városi könyvtár
- Ferences-kolostor Könyvtára
- Posavlja Múzeum
- Ivane Brlić Mažuranić háza
- Művészeti Galéria
- Balen Galéria
- Kutuzović Galéria
- Vladimir Becić Szalon
- Állami Archívum
- Szlavónia, Szerémség és Baranya Történeti kiállítása
- "Brodsko kolo", A megye néptánctalálkozója
- Brod Néptáncegyüttes
- Szlavónbródi Nyári Játékok
- "Gloria Festung Brod"
- "x-k.e.r.u.b. music festival" – zenei fesztivál

## Média
- Újság
  - Posavska Hrvatska
- Rádió:
  - Radio Brod
  - Radio Slavonija
  - Radio Tehničke škole
- Televíziós csatornák
  - Slavonskobrodska televizija
  - HTV

## Sport

### Labdarúgás
- NK Marsonia
- NK Amater
- NK Budainka
- NK Livada Željezničar
- NK MV Croatia
- NK Roma (az első roma klub az országban)

### Kosárlabda
- KK Slavonski Brod
- KK Svjetlost Brod

### Egyéb
- Posavina Kuna Boxklub
- TK Brod
- Slavonski Brod Karateklub
- Argus Kispályás labdarúgóklub
- Brod Taekwondo klub
- Oriovac Sakk-klub
- Brod Röplabdaklub

## Híres szülöttei
Szlavónbródban több híres író és költő is született:
- Ivana Brlić-Mažuranić itt élt 1892-től haláláig
- Dragutin Tadijanović
- Mia Čorak Slavenska
- Matija Mesić
- Vjekoslav Klaić
- Krunoslav Kern
- Zdravko Ćosić
- Predrag Goll
- Josip Majić
- Vilim Buk
- Branka Kijuk
- Stjepan Dujmović
- Mario Mandžukić

A városban halt meg Kenessey Albert (1828–1879) hajóstiszt, hajózási szakember, az MTA tagja.